# 尤利娅·杜伊莫维茨
尤利娅·杜伊莫维茨（德語：Julia Dujmovits，1987年6月12日—），奥地利女子单板滑雪运动员。她曾代表奥地利参加2014年、2018年和2022年冬季奥林匹克运动会单板滑雪比赛，获得一枚金牌。